# باقالیان آنادنانثرا
باقالیان آنادنانثرا(نام علمی: Anadenanthera) نام یک سرده از تیره باقلاییان است.